# 미우라 사쿠라

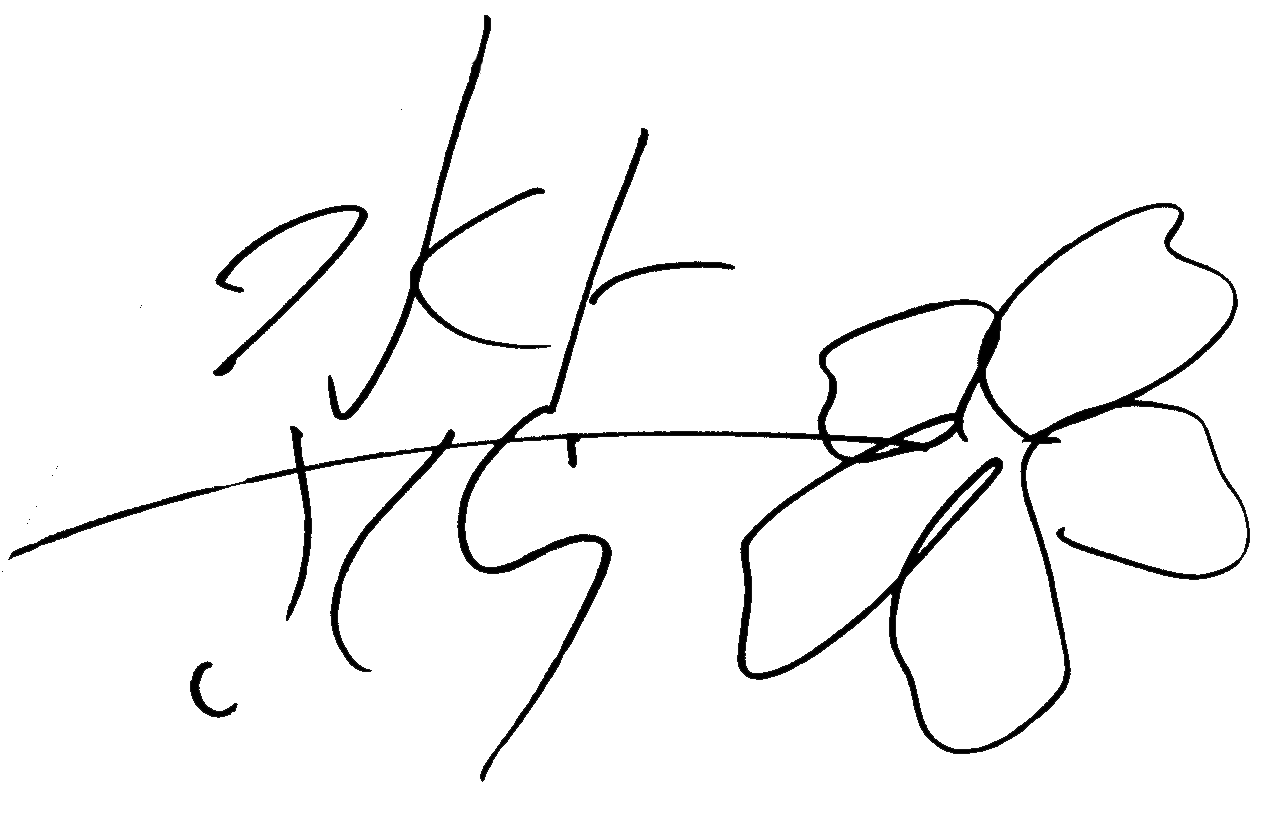
사인

미우라 사쿠라(일본어: 水卜 さくら みうら さくら[*])는 일본의 AV 여배우이다.

## 프로필
| 미우라 사쿠라   | 미우라 사쿠라    |
| --------------- | ---------------- |
| 생년월일        | 1997년 11월 30일 |
| 신장            | 152cm            |
| 쓰리사이즈 (cm) | 79(G컵)-52-78    |
| 혈액형          | O형              |
| 소속사          | MOODYZ           |